# Mehdi Cerbah
Mehdi Cerbah (3. dubna 1953, Alžír – 29. října 2021) byl alžírský fotbalový brankář. Zemřel 29. října 2021 ve věku 68 let na rakovinu.

## Fotbalová kariéra
Byl členem alžírské reprezentace na Mistrovství světa ve fotbale 1982, nastoupil ve všech 3 utkáních. Za reprezentaci Alžírska nastoupil v letech 1975-1986 celkem v 57 utkáních. Startoval za Alžírsko na Africkém poháru národů 1980, 1982 a 1984. Na klubové úrovni chytal za USM Alger, JS Kabylie, RC Kouba a kanadský Montréal Manic. Vyhrál pětkrát alžírskou fotbalovou ligu a jednou alžírský fotbalový pohár.